# San Andrés (Tenerife)

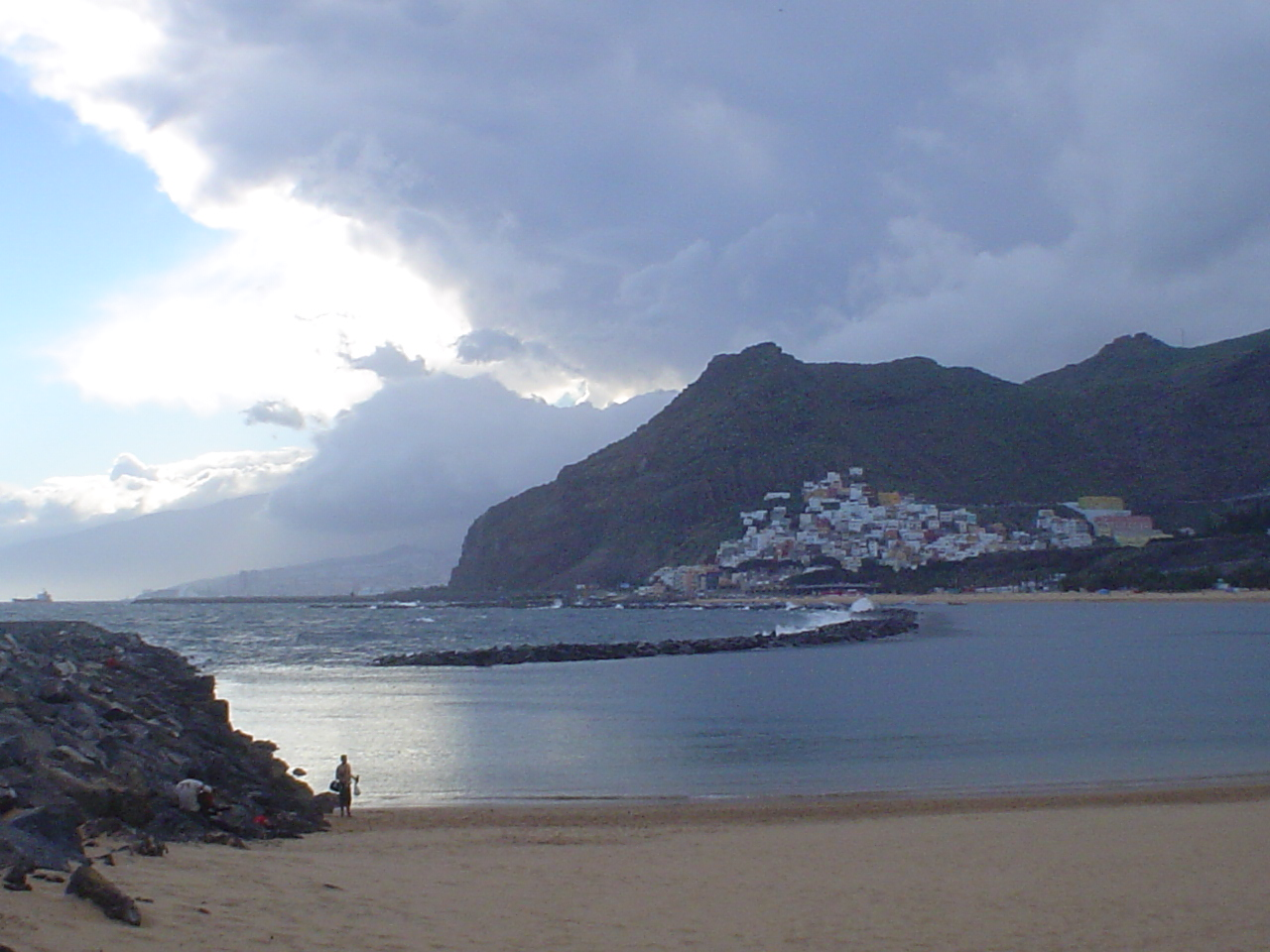
San Andrés a Playa de Las Teresitas

San Andrés, é uma aldeia de Santa Cruz de Tenerife (ilhas Canárias, Espanha) está situado no maciço de Anaga. Tem uma população de 3 050 habitantes.
Junto com esta aldeia é a famosa praia de las Teresitas (Playa de Las Teresitas), os principais monumentos de San Andrés são: Castelo de San Andrés (Castelo de San Andrés) a Igreja de Santo André Apóstolo.

## História
Em tempos indígena local teve diversos nomes Abicor, Abicoré e Ibaute. Encontrado no local de importantes vestígios arqueológicos como uma múmia guanche famosa. De acordo com fontes contemporâneas para a conquista das Ilhas Canárias, o rei aborígene de Anaga viveu no vale de San Andrés. Na época da conquista, este rei era Beneharo. 
Em 1498, Lope de Salazar recebeu as terras após a conquista.
Até o século XVIII com a construção do castelo, o local adquiriu a reputação de "porto pirata" porque o local servia de ancoradouro para os muitos navios ladrões que frequentavam as águas das ilhas Canárias nessa época.
Em 1797, San Andrés participará da defesa da ilha em frente ao ataque do almirante Horatio Nelson, enviando milicianos da aldeia ao porto de Santa Cruz e evitando com seu castelo o ataque dos ingleses nesta parte do ilha.
Durante o século XIX, a aldeia foi um município independente até 1850, quando foi definitivamente anexada a Santa Cruz de Tenerife. Durante a Guerra Civil e o período pós-guerra, San Andrés vive momentos de repressão dura e se torna no lugar de ajuste do contrário ao regime de Franco.
Desde os anos 1960, mas especialmente nos anos 2000, tentou transformar a aldeia em um grande centro turístico relacionado à praia de Las Teresitas.

## Monumentos
- Castelo de San Andrés: o actual castelo foi construído em torno de 1706, embora haja referências à existência de uma torre defensiva na área desde 1697. O castelo foi construído para defender a área contra invasões de piratas. Em 22 de abril de 1949 foi declarado Monumento Histórico Artístico, é 28 de novembro, 1967 foi declarado como Sítio de Interesse Turístico Nacional.
- Igreja de San Andrés Apóstol: a paróquia de San Andrés, tem uma arquitetura colonial, notável, é uma das mais antigas igrejas nas Ilhas Canárias, foi construída entre 1505 e 1510. Embora o atual tenplo seja do século XVII. Na torre de sino são dois sinos, um deles (o menor) pertencia ao navio do almirante Horatio Nelson em 25 de julho de 1797 tentou sem sucesso invadir as ilhas.

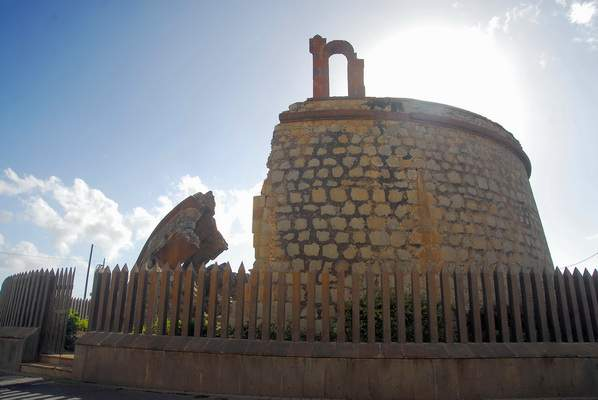
Castelo de San Andrés
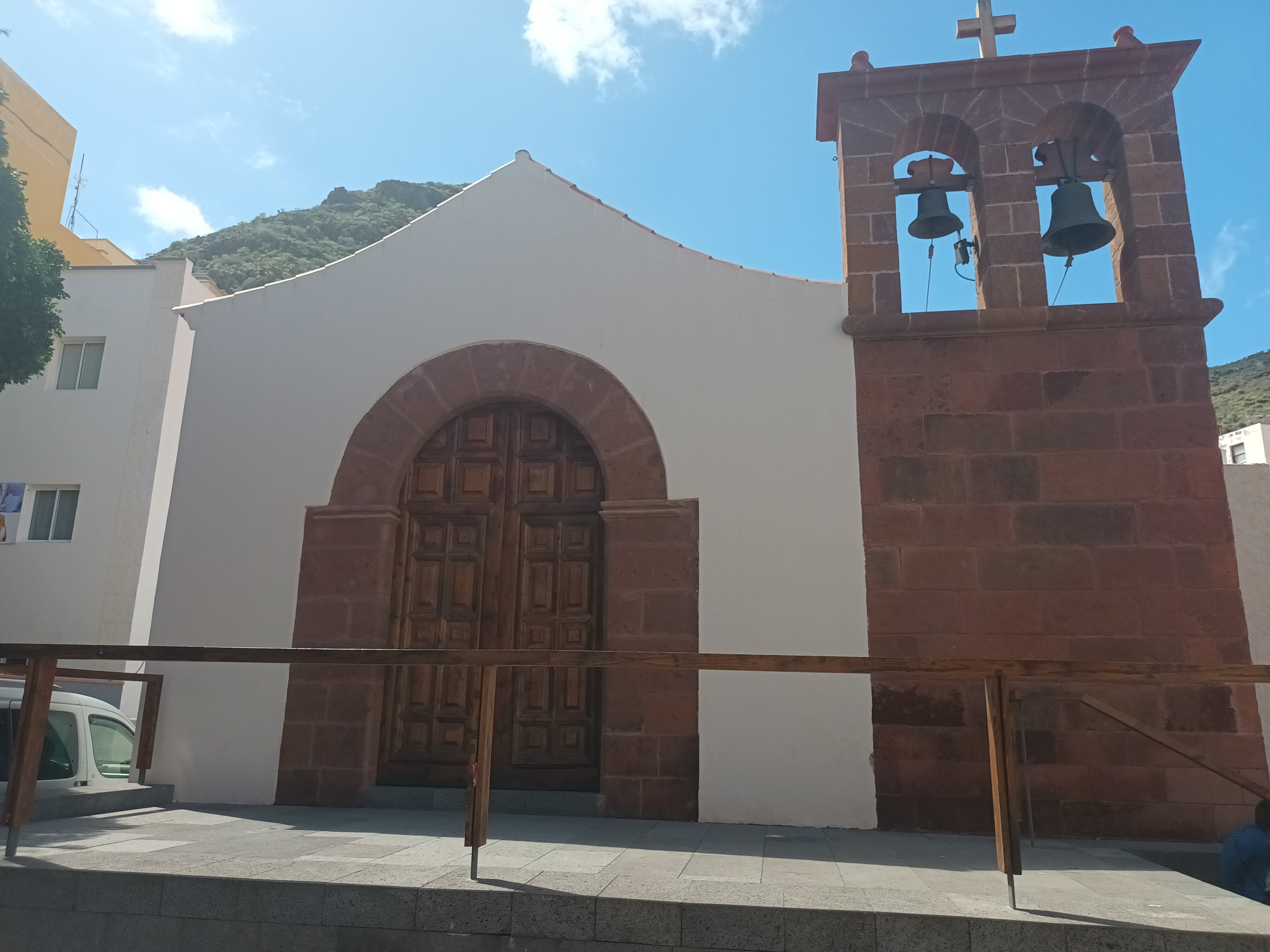
Igreja de San Andrés
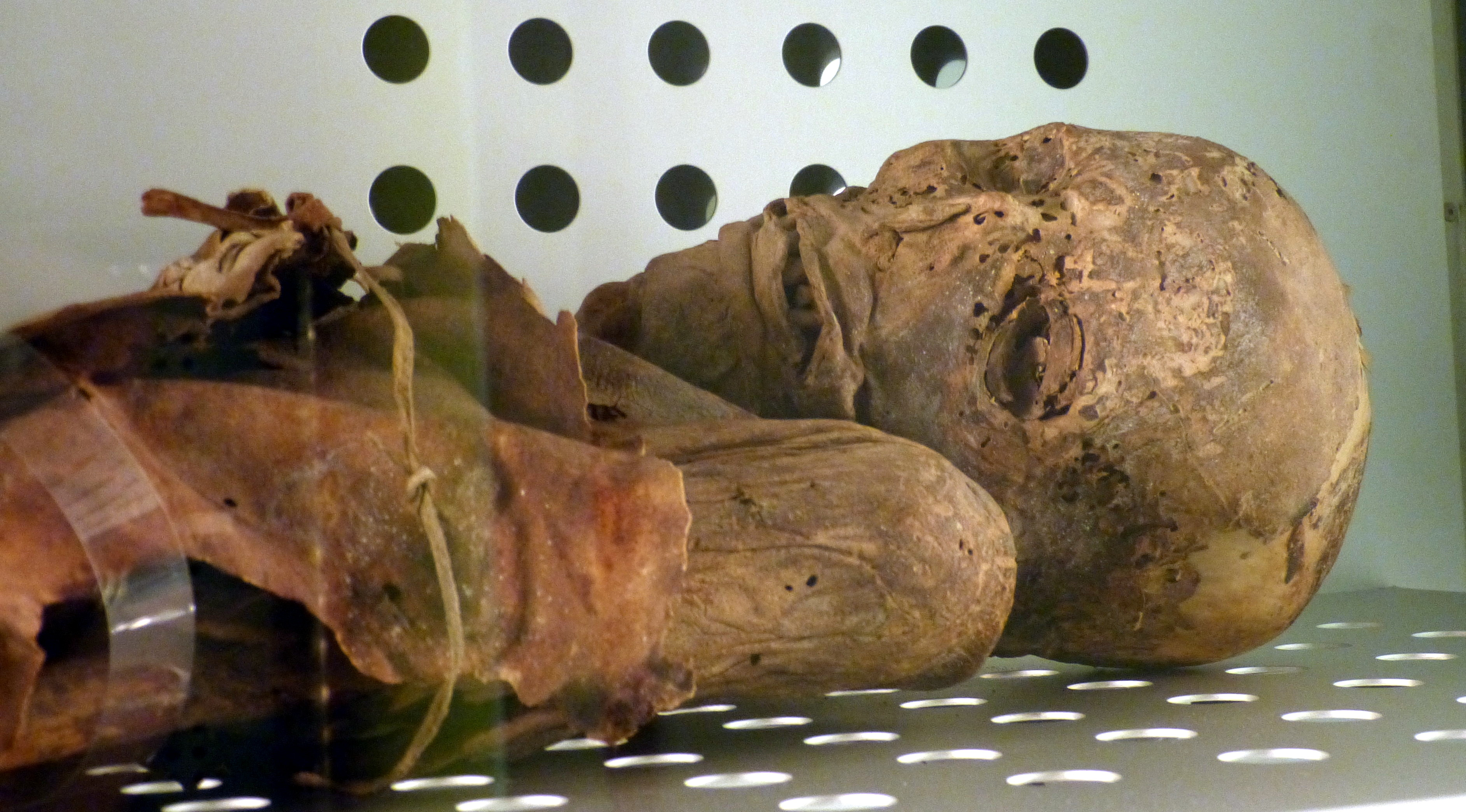
Múmia de San Andrés (Museu da Natureza e do Homem, Santa Cruz de Tenerife)